# Ле-Фурне
Ле-Фурне́ (фр. Le Fournet) — коммуна во Франции, находится в регионе Нижняя Нормандия. Департамент коммуны — Кальвадос. Входит в состав кантона Камбреме. Округ коммуны — Лизьё.
Код INSEE коммуны — 14285.

## Население
Население коммуны на 2010 год составляло 59 человек.
| 1962 | 1968 | 1975 | 1982 | 1990 | 1999 | 2010 |
| ---- | ---- | ---- | ---- | ---- | ---- | ---- |
| 46   | 38   | 38   | 31   | 43   | 43   | 59   |

## Экономика
В 2010 году среди 37 человек трудоспособного возраста (15—64 лет) 31 были экономически активными, 6 — неактивными (показатель активности — 83,8 %, в 1999 году было 80,6 %). Из 31 активных жителей работали 30 человек (14 мужчин и 16 женщин), безработной была 1 женщина. Среди 6 неактивных 2 человека были учениками или студентами, 2 — пенсионерами, 2 были неактивными по другим причинам.